# Impulse! Records
Impulse! Records — американская джазовая звукозаписывающая компания и лейбл, основанный Кридом Тейлором в 1960 году. Джон Колтрейн был одним из первых участников Impulse. Благодаря стабильным продажам и положительной критике его записей, лейбл стал известен как «дом, который построил Trane».

## История
Материнская компания лейбла ABC-Paramount Records была основана в 1955 году как звукозаписывающее подразделение American Broadcasting Company (рус. Американская радиовещательная компания). В 1940-х и 1950-х годах ABC извлекла выгоду из антимонопольных действий правительства США против вещательных компаний и киностудий, которые были вынуждены отказаться от части своих компаний. В начале 1950-х годов ABC приобрела радиосеть Blue Network у NBC, а затем объединилась с недавно ставшей независимой сетью Paramount Theaters, ранее принадлежавшей Paramount Pictures.
Новое подразделение звукозаписи располагалось на улице 1501 Broadway, над Paramount Theaters на Таймс-сквер. Под руководством Леонарда Голденсона, бывшего главы Paramount Pictures, компания «стремилась зарекомендовать себя как кросс-медийная сила в телевидении, театральной индустрии и звукозаписи». Голденсон имел ранний успех на телевидении с программой Клуб Микки Мауса, которая являлась совместным проектом с корпорацией Disney.
Для продвижения музыки из успешного телешоу ABC-Paramount в начале 1955 года учредили Am-Par Record Corporation и лейбл ABC-Paramount. Сэм Кларк, дистрибьютор из Бостона, был назначен президентом, Ларри Ньютон менеджером по продажам и Гарри Левин директором A&R. Новая звукозаписывающая компания пользовалась полной поддержкой Голденсона. Продюсер и аранжировщик Сид Феллер стал первым наемным работником 15 июля 1955 года. Лейбл добился первых успехов в поп-музыке с артистом Полом Анка.
В 1960 году Am-Par основала дочернюю джазовую компанию и наняла Крида Тейлора, продюсера и аранжировщика, который работал с Bethlehem Records. Тейлор стал продюсером и менеджером по рекламе. Сначала он выбрал название «Pulse», но затем узнал, что лейбл с таким названием уже существует, поэтому добавил префикс. В середине 60-х годов штаб-квартира Impulse! была перенесена на 1130 Avenue of the Americas.

### Дизайн
Альбомы Impulse! отличаются своей визуальной привлекательностью. Черная, оранжевая и белая окраска ливреи пластинок были разработаны Фрэн Аттауэй (тогда известной как Фрэн Скотт), которой Тейлор также приписывает установление традиции использовать передовых фотографов для обложек лейбла. Цветовая схема была выбрана из-за яркости и потому, что ни на одном другом лейбле не использовалась эта комбинация цветов.
На логотипе лейбла изображена надпись Impulse! жирным шрифтом без засечек, нижним регистром, за которым следует восклицательный знак, который отражает букву «i» в нижнем регистре в начале. На протяжении большей части 1960-х на обложках альбомов Impulse! логотип был изображен оранжевыми буквами в белом круге с черно-оранжевыми восклицательными знаками над ним и номером каталога под ним. Единственным исключением является альбом A Love Supreme, в котором использовался черно-белый дизайн. В 1968 году круглый значок на передней обложке был заменен одноцветным дизайном с упрощенным изображением логотипа Impulse!, также логотип ABC Records стал соседствовать рядом в прямоугольной рамке.
На обложках альбомов часто изображались стильные широкоформатные фотографии или картины, обычно цветные, которые «растекались» до краев обложки и печатались на глянцевой ламинированной бумаге. Многие из самых известных обложек лейбла были разработаны арт-директором Робертом Флинном и небольшой группой фотографов, в которую входил Пит Тернер, снимавший обложки для Verve, A&M и CTI; Чак Стюарт, Арнольд Ньюман, Тед Рассел и Джо Альпер, который был известен своими фотографиями Боба Дилана начале 60-х. На редко встречающихся черно-белых обложках был написан слоган: «Новая волна джаза в ИМПУЛЬСЕ!» (англ. The New Wave of Jazz is on IMPULSE!). Чаще всего пластинки лейбла выпускались в разворотном конверте с фотографиями и аннотациями, в некоторых случаях в виде многостраничных буклетов.

### Ранний успех
Тейлор быстро добился успеха, подписав контракт с Рэем Чарльзом, у которого только что закончился контракт с Atlantic Records. Genius + Soul = Jazz Чарльза дал лейблу первый хит и стал четвертым по величине альбомом в карьере музыканта. Среди других ранних успехов также можно отметить Out of the Cool Гила Эванса. Тейлор также подписал контракт с Джоном Колтрейном.
Еще одним важным ранним релизом стал The Blues and the Abstract Truth Оливера Нельсона, возглавлявшего звездную группу, в которую входили Фредди Хаббард, Эрик Долфи, Билл Эванс, Пол Чемберс и Рой Хейнс. Нельсон сыграл важную роль в первые годы существования лейбла до переезда в Лос-Анджелес, где он стал аранжировщиком в кино и на телевидении.
Тейлор покинул Impulse! летом 1961 года после того, как MGM обратились к нему с предложением возглавить Verve Records.

### Годы руководства Тиля: 1961-69
Боб Тиль, преемник Тейлора, продюсировал большинство альбомов в 1960-е годы. Он работал в Decca Records и ее дочерних компаниях Coral и Brunswick, где его продюсерские заслуги включали работу с Аланом Дейлом, McGuire Sisters, Перлом Бейли и Терезой Брюэр, на которой он женился. Несмотря на сопротивление руководителей Decca, которые с подозрением относились к рок-н-роллу, Тиль в 1957 году подписал контракт с Бадди Холли.
Первым проектом Тиля на Impulse! стал Coltrane "Live" at the Village Vanguard, выпущенный в марте 1962 года. Несмотря на то, что он не был знаком с движением «нового джаза», Тиль поддерживал своих артистов, предоставлял им беспрецедентную свободу в репертуаре и давал ведущим исполнителям, таким как Колтрейн, финансовую свободу в студии. Impulse! в годы управления Тиля был признан ключевым источником фри-джаза и музыкального движения, возглавляемого Колтрейном, Фредди Хаббардом, Арчи Шеппом и Маккой Тайнером. Помимо авангардных релизов, Тиль также продюсировал совместные работы Колтрейна, Дюка Эллингтона и Коулмана Хокинса. Также одним из известных исполнителей, записавшийся для Impulse! в этот период, был Чарльз Мингус.
Благодаря хорошему продвижению и налаженной дистрибьюторской сети ABC-Paramount, Колтрейн добился наивысшего статуса и самых успешных продаж среди всех артистов Impulse. Помимо художественного влияния, альбом Колтрейна 1965 года A Love Supreme стал одним из самых успешных когда-либо выпущенных джазовых альбомов, продавшись более 100 000 копий. К 1970 году было продано более полумиллиона копий. Роджер МакГуинн из The Byrds заявил, что он много слушал Колтрейна в этот период, и его игра на саксофоне повлияла на партию 12-струнной гитары в хите «Eight Miles High».
Тиль разорвал отношения с Impulse! в 1969 году, заключив недолгий контракт на предоставление независимых записей, прежде чем полностью покинул лейбл и основал собственное издание Flying Dutchman Records. Уход Тиля был частично спровоцирован разрывом его отношений с Ларри Ньютоном, президентом ABC Records.
Одной из последних работ Тиля была песня Луи Армстронга «What A Wonderful World» соавтором которой он являлся, а также спродюсировал ее для поп-подразделения ABC незадолго до смерти Армстронга. Во время записи произошло достаточно драматическое событие, а именно столкновение Тиля с Ньютоном. Когда Ньютон прибыл на сессию, он был очень расстроен, обнаружив что Армстронг записывает балладу, а не диксиленд, чем являлся его более ранний хит «Hello Dolly». Согласно рассказу Тиля, это привело к перепалке, а затем Ньютона пришлось заблокировать за пределами студии, в результате чего он стоял снаружи на протяжении всего сеанса, стучал в дверь и кричал, чтобы его впустили. Сингл был выпущен без особого промоушна со стороны ABC и относительно плохо продавался в США. В Европе было продано более 1,5 миллионов копий, а также трек занял первое место в Великобритании. Спрос на альбом со стороны европейского дистрибьютора ABC EMI вынудил компанию выпустить его, но не занимаясь продвижением. Альбом не попал в чарты США. Двадцать лет спустя он стал самой успешной записью в карьере Армстронга и Тиля благодаря попаданию в саундтрек фильма Доброе утро, Вьетнам.

### 1970-е годы
Под руководством Эда Мишеля, преемника Тиля, Impulse! продолжали выпускать заметные записи, в том числе дебютный альбом Liberation Music Orchestra, первого из четырех известных совместных проектов Чарли Хейдена и Карлы Блей. Компания также приобрела альбомы, которые Сун Ра записал для своего частного лейбла, что впервые сделало их более доступными.
В начале 1970-х годов ABC реструктурировала свое звукозаписывающее подразделение, объединив лейбл ABC с другой дочерней компанией работавшей в стиле поп-рок Dunhill Records. Компания работала с The Mamas & the Papas, Steppenwolf, Three Dog Night и Steely Dan. Impulse! была переведена в штаб-квартиру ABC-Dunhill в Лос-Анджелесе. К тому времени в релизах компании доминировали поп-рок-исполнители, релизы Impulse! же составляли лишь 5 процентов от общего объема продаж. Именно в это время Impulse! стал первым джазовым лейблом, выпустившим рок-альбом. Это был второй, выпущенный в США, альбом рок-группы Genesis под названием Trespass.
В 1974 году ABC приобрели лейблы и каталог Famous Music у Gulf+Western, впоследствии чего джазовые записи этой компании были включены в каталог Impulse. Новые записи лейбла перестали выходить в конце 1970-х, ABC лишь переиздавала релизы, пока компания не была продана MCA Records в 1979 году. Сейчас лейбл является частью джазового холдинга The Verve Music Group под управлением Universal Music Group.

## Внешние ссылки
- Сайт Verve